# Ivica Zdravković
Ivica Zdravković (Požarevac, 7. jul 1969) srpski je lekar, bivši takmičar i instruktor u borilačkim sportovima, sudija i sportski radnik, ilustrator i kolumnista.

## Biografija
Rođen je 7. jula 1969. godine u Požarevcu. Završio je osnovnu školu „Dositej Obradović” u Požarevcu, a potom požarevačku Gimnaziju. Upisao se na studije medicine u Beogradu 1988. godine, posle čega je otišao na služenje vojnog roka u Nikšić. Po povratku iz vojske, otpočeo je studije medicine i uspešno ih završio početkom 1995. godine. Odmah potom počeo je da stažira i radi u Požarevcu. Specijalističke studije je završio 2005. godine, a zvanje primarijusa dobio je 2014. godine, posle objavljenih brojnih radova i tri knjige iz oblasti medicine.

### Sportska karijera
Kao dete upisuje se u lokalni džudo klub 1979. godine. Narednih 40 godina proveo je na strunjačama, najpre kao učenik, potom i kao takmičar, a najduže kao instruktor i sudija. Osvajao je zlatne i srebrne medalje na evropskim šampionatima i Svetskim igrama od 2005. do 2009. godine u Rusiji, Nemačkoj, Italiji... Bio je šampion Svetskih igara 2007. godine u Nemačkoj u disciplini iaido i vicešampion u džijudžicu borbama. Godine 2006. u Salernu u Italiji bio je evropski vicešampion u japanskom mačevanju u disciplini tanto (nož). Prethodne godine u Moskvi bio je treći na evropskom šampionatu u disciplini iai. Bio je nagrađivan kao najbolji sudija na turnirima i šampionatima u SAD, Nemačkoj, Japanu... Tokom svoje borilačko-sportske karijere dobio je brojna zvanja i titule, od kojih su najviša 8. dan crni pojas i titula Kjoši u tradicionalnim japanskim borilačkim veštinama (Kobudo), 7. dan džijudžicu dobijen u Sjedinjenim Državama, 5. dan u japanskom mačevanju dobijen od organizacija u Tokiju i Kjotou (gde je boravio u tri navrata i polagao pred japanskim instruktorima), 5. dan džudo, 5. dan Aiki džijudžicu, 3. dan Karate i kempo, itd... Dobitnik je i zvanja doktora borilačkih nauka 2003. godine (ACMS), za svoje pisanje i vođenje organizacije KIAI (engl. Kenjutsu International Association of Instructors). Osnivač je Evropskog Budo Saveta (engl. European Budo Council) i Internacionalne Šinbudo Asocijacija (ISA), koja ima ogranke u Srbiji, Hrvatskoj, Bosni i Hercegovini, Nemačkoj, Češkoj i Indiji...
Osnivač je i dugogodišnji predsednik Budo Saveta Srbije (BSS), organizacije koja je okupljala dvadesetak klubova iz Srbije i organizovala brojne nacionalne i internacionalne turnire od 2002. godine do 2018. godine. Prvi je preveo pravila sportskih džijudžicu takmičenja u Srbiji 1999. godine. Bio je kratko vreme i tehnički direktor Džijudžicu saveza Srbije. Osim džijudžicu sporta, u Srbiju je doneo i Nippon kempo (a sa nacionalnim timom je kao trener osvajao medalje na svetskim kupovima u Italiji), doneo je čanbaru, moderno japansko mačevanje, u kojoj je i sam osvajao medalje i bio učesnik (takmičar i sudija) na dva šampionata sveta u Japanu. Poslednjih godina karijere aktivno se bavio promovisanjem fristajl džudoa... Prvi je srpski vežbač tradicionalnih (Koryu) stilova japanskih borilačkih veština koji je dobio licencu MENKYO CHUDEN (ekvivalent rangu 3—5 dan crni pojas), od strane predvodnika stila Sekiguchi Ryu batto-jutu, gospodina Tošijasu Jamade.
Za svoje sportske rezultate nagrađivan je na lokalnom nivu nekoliko puta kao trener godine Braničevskog regiona, sportski menadžer godine itd. Od strane Vlade Republike Srbije dobitnik je 2008. godine nagrade "Novo lice Srbije" — počasni građanin Srbije i jedan od prvih 204 građana koji su dobili nove pasoše Republike Srbije.
Držao je seminare i prezentacije borilačkih veština u Srbiji, BiH, Hrvatskoj, Makedoniji, Grčkoj, Mađarskoj, Rumuniji, Češkoj, Nemačkoj, Italiji, Engleskoj, Rusiji, SAD i Japanu.

### Lekarska karijera
Radi u svojoj privatnoj ordinaciji i bavi se pretežno ehosonografijom. Usavršavao se na klinikama u Beču i Lincu, a boravio je i u u Vašingtonu, gde je posetio Nacionalni zdravstveni centar. Član je Naučnog komiteta Udruženja za medicinski imidžing Srbije. Osvajač je nagrade za najboljeg edukatora za ultrazvuk na svetskom konkursu koji je sprovela Američka Akademija za POCUS sertifikaciju 2019. godine.   Ista ga je organizacija nagradila i titulom doktora nauka, kao ekvivalentom za zvanje primarijusa i u znak priznanja za napisani udžbenik u oblasti ultrazvučne dijagnostike 
Radio je godinama u železničkom zdravstvu, a radio je i u domovima zdravlja u Velikom Gradištu i Kostolcu. Takođe, nekoliko meseci je bio i načelnik zdravstvene službe u KPZ Zabela. Radio je u brojnim privatnim ordinacijama, a oko sedam godina je bio i lekar u staračkom domu u Požarevcu.
Autor je desetak naučnih radova. Napisao je osam knjiga iz oblasti medicine. Godine 2021 dobija zvanje doktora nauka (PhD) od Internacionalne Pocus Akademije, na osnovu objavljenih radova (PhD by portfolio) .
Nagrađen je od strane Lekarske komore Srbije 2021. godine za doprinos u borbi protiv koronavirus pandemije.

### Umetnička karijera
Pored medicine i borilačkih veština, bavi se kao hobijima i crtanjem (objavio je par stotina karikatura, kratkih stripova i ilustracija, radio je svojevremeno portrete po narudžbini...) i sviranjem (svira bas gitaru, gitaru, harmoniku, klavir, usnu harmoniku — svirao je kao studijski muzičar posle diplomiranja, svirao je tokom studija i posle diplomiranja i po noćnim klubovima u Beogradu, Pančevu, Pirotu i Požarevcu...)
Autor je brojnih kratkih priča i kolumni na sopstvenom FB profilu. U mladosti je vodio i radijsko humorističko pozorište "LUPUS" u Požarevcu.

### Privatni život
Otac je dvoje dece, Ane i Jovana, i deda unukama Teodori i Marti. U braku je sa suprugom Jelicom.